# Croton vaillantii
Croton vaillantii är en törelväxtart som beskrevs av Eduard Ferdinand Geiseler. Croton vaillantii ingår i släktet Croton och familjen törelväxter. Inga underarter finns listade i Catalogue of Life.